# Красний Восток (Аургазинський район)
Кра́сний Восто́к (рос. Красный Восток, башк. Красный Восток) — присілок у складі Аургазинського району Башкортостану, Росія. Входить до складу Меселинської сільської ради.
Населення — 43 особи (2010; 57 в 2002).
Національний склад:
- чуваші — 96%